# Стадняк рудоголовий
Стадняк рудоголовий (Pomatostomus ruficeps) — вид горобцеподібних птахів родини стаднякових (Pomatostomidae).

## Поширення
Ендемік Австралії. Поширений у посушливих районах в східній частині басейну озера Ейр. Ареал виду знаходиться на південному заході Квінсленду, сході Південної Австралії, заході Нового Південного Уельсу та північному заході Вікторії.

## Опис
Це птахи середнього розміру, завдовжки 19-23 см, вагою 50-60 г. Серпоподібний дзьоб зігнутий донизу. Ноги міцні та довгі. Хвіст також досить довгий, клиноподібний. Крила округлі.
Верхня частина тіла темно-коричневого кольору. Крила каштанові з світло-бежевими криючими пір'їнами. Верх голови темно-рудого забарвлення. Горло та надбрівна смуга білі.

## Спосіб життя
Мешкають у посушливих районах серед чагарникових заростів з переважанням акації. Трапляються невеликими зграями до 20 особин, що складаються з племінної пари та молодняка кількох попередніх виводків. Активні вдень. Ночують у спільних гніздах. Живляться комахами та іншими безхребетними. Сезон розмноження триває з червня по грудень. Утворюють моногамні пари. Чашоподібне гніздо діаметром 50 см будується всіма членами групи у роздвоєнні стовбура акації або казуарини. У гнізді 3-6 сірувато-білих яєць. Інкубація триває 20 днів. Насиджує самиця, самець в цей час годує та охороняє партнерку. У догляді за пташенятами бере участь уся зграя.